# Betrayal, Justice, Revenge
Betrayal, Justice, Revenge è il secondo album del gruppo musicale folk metal finlandese Kivimetsän Druidi, pubblicato il 26 aprile 2010 per l'etichetta Century Media Records.
La canzone Veljet è una ri-registrazione dell'omonimo pezzo su Taival.
L'album è uscito il 26 aprile 2010 in edizione normale con un CD e in versione speciale con del materiale bonus e delle tracce in più.
Il 19 marzo è stata pubblicata su MySpace un'analisi di ogni singola traccia ad opera di Leeni-Maria Hovila e Joni Koskinen.

## Tracce
1. Lament for the Fallen - 2:01
2. Aesis Lilim - 5:57
3. Seawitch and the Sorcerer - 4:55
4. The Visitor - 4:01
5. Manalan Vartija - 3:13
6. Tuoppein'nostelulaulu - 4:57
7. Chant of the Winged One - 6:03
8. Of Betrayal - 6:33
9. Desolation: White Wolf - 6:13
10. Veljet (Bonus Track) - 4:15
11. Where Hope and Daylight Die (Cover dei Summoning) (Bonus Track) - 6:10

## Formazione
- Leeni-Maria Hovila - voce
- Joni Koskinen - chitarra, voce death, cori
- Antti Rinkinen - chitarra, cori
- Antti Koskinen - tastiere, cori
- Simo Lehtonen - basso
- Atte Marttinen - batteria, cori, orchestrazioni

### Ospiti
- Olle “Pyöritä” Korte - cori
- Janne “Överiäijä” Virkki - cori
- Aki “Huilumies” Väkevä - cori
- Marja-Liisa Marttinen - violino